# Buariki (Kuria)
Buariki ist mit einer Landfläche von 10,23 km² die größte Insel des Kuria-Atolls, das zu den Gilbertinseln in der Republik Kiribati gehört.

## Geographie
Buariki ist die Hauptinsel des Atolls Kuria. Sie ist von der nordwestlich gelegenen Insel Oneeke nur durch einen 20 Meter breiten Kanal (Niedrigwassergebiet Te breeti) getrennt. Früher wurde dieser von einem Damm durchquert, heute sind die Inseln durch eine 10 Meter lange Brücke (Itintoa Bridge) miteinander verbunden.
Umgeben sind die Inseln von einem Korallenriff, das auf der Ostseite breiter ist als auf der Westseite. Das Atoll hat aufgrund seiner Form, ähnlich zweier Dreiecke, die sich mit den Spitzen berühren, keine Lagune. Das Riff umfasst 13,02 km² auf einem Sockel von 12,7 km². Buariki besitzt beim gleichnamigen Ort im Westen einen kleineren Bootskanal durch das Riff.
Der Ort Buariki mit 254 Einwohnern (Stand: 2020) auf 0,59 km² befindet sich an der Westküste der Insel zwischen den Siedlungen Norauea im Süden und Tabontebike im Norden.
Im Süden der Insel Buariki befinden sich Brackwasser-Fischzuchtteiche, die King’s Fish Ponds.

### Siedlungen
Im südöstlich von Aranuka gelegenen Aranuka-Atoll gibt es ebenfalls eine Insel Buariki und einen gleichnamigen Ort. Die Gleichnamigkeit entstand durch die Besiedlung ausgehend von Clans auf Tarawa beheimateter Kiribatier, die bereits ein für die Geschichte Kiribatis bedeutsames Buariki (North Tarawa) auf Nordtarawa nach der ersten Immigrationswelle gegründet hatten.
An der Westküste der Insel liegen die fünf Siedlungen (von Nord nach Süd):
|             | 2015 | 2020 |
| ----------- | ---- | ---- |
| Manenaua    | 209  | 155  |
| Bouatoa     | 140  | 235  |
| Tabontebike | 103  | 60   |
| Buariki     | 129  | 254  |
| Norauea     | 276  | 253  |
| Gesamt      | 857  | 957  |

### Verkehr
Der Flugplatz Kuria befindet sich am östlichen Ende der Insel.